# CILANE
Commission d'information et de liaison des associations nobles d'Europe (CILANE) är det europeiska adelsförbundet, som samlar nationella adelsförbund för att tillvarata och skydda gemensamma adliga intressen, såsom skydd av adliga namn och vapen.
CILANE grundades den 29 april 1959 och dess högkvarter ligger i Paris. Konstituerande medlemmar var adeln i Österrike, Frankrike, Tyskland, Italien och Ryssland. Kommissionen samlas till kongress vart tredje år, till vilket de nationella riddarhusen eller adelsförbunden skickar utsedda representanter. Kommissionen leds av en koordinator, vilken byts ut enligt en rotationsprincip. En del av CILANE:s verksamhet handlar om att knyta kontakter mellan ungdomar. CILANE står bakom utgivningen av den belgiska Code éthique de la noblesse en Europe (Moralkodex för den europeiska adeln).

## Medlemmar
- Belgien Association de la Noblesse du Royaume de Belgique (ANRB)
- Danmark: Dansk Adels-Forening
- Finland: Finlands riddarhus
- Frankrike: Association d'entraide de la Noblesse Française (ANF)
- Italien: Corpo della Nobilita Italiana (CM)
- Malta: Committee of Privileges of the Maltese Nobility (grundat i april 2008)
- Nederländerna: Nederlands Adelvereniging (NAV)
- Portugal: Associação da Nobreza Histórica Portugal (ANHP)
- Ryssland: Union de la Noblesse Russe (UNR)
- Sverige: Sveriges riddarhus
- Schweiz: Association de Familles Suisses (AFS)
- Storbritannien: Association for Armigerous Families of Great Britain (AFGB)
- Tyskland: Vereinigung der Deutschen Adelsverbände (VdDA)
- Ungern: Magyar Történelmi Családok Egyesülete (grundat 2006)
- Vatikanstaten: Réunion de la Noblesse Pontificale (RNP)